# Griffon Belge
Der Griffon Belge (deutsch: Belgischer Griffon) ist eine von der FCI anerkannte Hunderasse aus Belgien (Gruppe 9, Sektion 3, Standard-Nr. 81). Die Rasse gehört zu den belgischen Zwerggriffons.

## Beschreibung

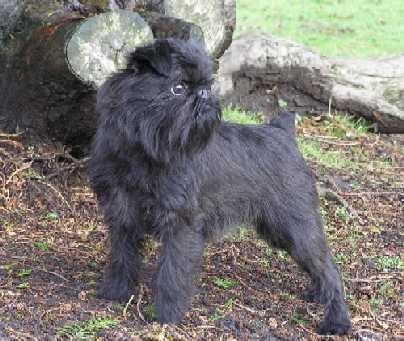
Schwarz

Der Griffon Belge ist ein kleiner rauhaariger Hund mit Unterwolle. Sein Fell ist harsch, leicht gewellt, aber nicht lockig, und wird getrimmt. Zu langes Haar ist nicht erwünscht; seidiges oder wolliges Haar wird im Rassestandard als schwerer Fehler angesehen. Am Kopf ist das Haar länger und bildet einen Kinn- und Schnurrbart, der sich unter der Augen-Nasen-Linie von einem Ohr zum anderen erstreckt. Das Haar über den Augen bildet lange Augenbrauen. Die Ohren sind klein und hoch angesetzt, werden halb aufrecht getragen und kippen leicht nach vorne. Früher wurden sie zu Stehohren kupiert.
Farben des Griffon Belge sind schwarz oder schwarz und Loh, wobei die lohfarbenen Abzeichen rein und von einheitlich satter Farbe sein müssen. Das Schwarz kann mit rotbrauner Farbe vermischt sein; reines Schwarz bzw. reines Schwarz und Loh sind dem allerdings vorzuziehen.
Der Griffon Belge zählt zu den brachycephalen Rassen und ist – in individuell unterschiedlichem Maß – von damit verbundenen gesundheitlichen Problemen betroffen.

## Situation in den Niederlanden
In den Niederlanden ist die Zucht von kurznasigen Hunden aller Rassen, einschließlich der Mischlinge, grundsätzlich als Qualzucht verboten, soweit deren Nasenlänge nicht mindestens ein Drittel der Kopflänge beträgt.
In einer Mitteilung des Ministeriums LNV (Ministerium für Landwirtschaft, Natur und Lebensmittelqualität) wurde bekanntgegeben, dass ab sofort begonnen wird, anhand von Kontrollen dieses Gesetz durchzusetzen. im Fokus stehen insbesondere wegen möglichem Atemwegssyndrom (BOAS) alle brachycephalen Rassen.

## Wesen
Der Griffon Belge wird im Standard als aufmerksam, ausgeglichen, sehr wachsam, weder ängstlich noch aggressiv, stolz und gegenüber seinem Besitzer sehr anhänglich beschrieben.